# Julius H. Krizsan
Julius H. Krizsan (* 10. Mai 1937 in Kronstadt, Siebenbürgen; † 14. März 2025 in Winsen (Aller)) war ein  deutscher Politiker (Bündnis 90/Die Grünen).

## Leben
Von 1965 bis 1970 arbeitete Krizsan an der deutschen Schule in Sucre, Bolivien. Er wurde 1980 erster Vorsitzender des neu gegründeten Grünen-Kreisverbandes Celle. 1983 wurde er über die Landesliste Niedersachsen in den Deutschen Bundestag gewählt. Im ersten Jahr war er dabei parlamentarischer Geschäftsführer der Fraktion. Am 13. März 1985 legte er sein Mandat wegen des Rotationsprinzips nieder. Von 1990 bis 2002 engagierte er sich als Pädagoge am Dokumentationszentrum KZ Bergen-Belsen.

## Schriften
- Bergen-Belsen. Menschen und ihre Schicksale, Arbeitsgemeinschaft Bergen-Belsen e.V., 1987
- Fluchtziel Bolivien 1933–1945. Eine Materialsammlung, Grin-Verlag, 2009, Online-Version[2]